# フリーソロ
『フリーソロ』（Free Solo）は、エリザベス・チャイ・ヴァサルヘリィとジミー・チン監督による2018年のアメリカ合衆国のドキュメンタリー映画である。ロッククライマーであるアレックス・オノルドの2017年6月のエル・キャピタンへのフリーソロ・クライミングでの挑戦の様子がまとめられている。ワールド・プレミアは2018年8月31日にテルライド映画祭で行われ、またその直後に第43回トロント国際映画祭でも上映されてドキュメンタリー部門観客賞を獲得した。2018年9月28日に北米で一般公開され、批評家には絶賛され、興行収入は2100万ドルに達した。第91回アカデミー賞長編ドキュメンタリー映画賞を含む多数の賞を獲得した。

## 評価

### 興行収入
興行収入はアメリカ合衆国とカナダで1750万ドル、その他の地域で430万ドル、全世界で2180万ドルを記録している。
アメリカ合衆国とカナダでは4劇場で封切られて週末興行収入は30万804ドル、1劇場あたり平均では7万5201ドルであったが、これは2018年公開作のとしては『エイス・グレード 世界でいちばんクールな私へ』、歴代のドキュメンタリー映画としては『不都合な真実』を上回る記録であった。第2週末は41劇場に拡大して56万2786ドルを売り上げた。第3週末は129劇場で85万9051ドル、第4週末は251劇場で100万ドルを売り上げた。第5週末は394劇場で106万ドルを売り上げ、累計興行収入は500万ドルを超えた。

### 批評家の反応
レビュー・アグリゲーターのRotten Tomatoesでの批評家支持率は144件で97%、平均点は8.21/10となっている。またMetacriticでの加重平均値は25件のレビューで83/100となっている。

### 受賞とノミネート
| 映画祭・賞                                         | 授賞式         | 部門                               | 候補                                                                                 | 結果       | 参照   |
| -------------------------------------------------- | -------------- | ---------------------------------- | ------------------------------------------------------------------------------------ | ---------- | ------ |
| トロント国際映画祭                                 | 2018年9月16日  | ドキュメンタリー部門観客賞         | 『フリーソロ』                                                                       | 受賞       | [ 3 ]  |
| クリティクス・チョイス・ドキュメンタリー・アワード | 2018年11月10日 | ドキュメンタリー賞                 | 『フリーソロ』                                                                       | ノミネート | [ 12 ] |
| クリティクス・チョイス・ドキュメンタリー・アワード | 2018年11月10日 | 監督賞                             | エリザベス・チャイ・ヴァサルヘリィ、ジミー・チン                                     | ノミネート | [ 12 ] |
| クリティクス・チョイス・ドキュメンタリー・アワード | 2018年11月10日 | スポーツ・ドキュメンタリー賞       | 『フリーソロ』                                                                       | 受賞       | [ 12 ] |
| クリティクス・チョイス・ドキュメンタリー・アワード | 2018年11月10日 | リビング・サブジェクト賞           | アレックス・オノルド                                                                 | 受賞       | [ 12 ] |
| クリティクス・チョイス・ドキュメンタリー・アワード | 2018年11月10日 | イノベーティヴ・ドキュメンタリー賞 | 『フリーソロ』                                                                       | 受賞       | [ 12 ] |
| クリティクス・チョイス・ドキュメンタリー・アワード | 2018年11月10日 | 撮影賞                             | ジミー・チン、クレア・ポプキン、マイキー・シェーファー                               | 受賞       | [ 12 ] |
| クリティクス・チョイス・ドキュメンタリー・アワード | 2018年11月10日 | 編集賞                             | ボブ・アイセンハート                                                                 | ノミネート | [ 12 ] |
| ハリウッド・ミュージック・イン・メディア賞         | 2018年11月14日 | 作曲賞 (ドキュメンタリー部門)      | マルコ・ベルトラミ                                                                   | ノミネート | [ 13 ] |
| ハリウッド・ミュージック・イン・メディア賞         | 2018年11月14日 | 楽曲賞 (ドキュメンタリー部門)      | ティム・マグロウ、ローリ・マッケンナ                                                 | ノミネート | [ 13 ] |
| IDAドキュメンタリー賞                              | 2018年12月8日  | 長編作品賞                         | 『フリーソロ』                                                                       | ノミネート | [ 14 ] |
| IDAドキュメンタリー賞                              | 2018年12月8日  | 撮影賞                             | ジミー・チン、クレア・ポプキン、マイキー・シェーファー                               | ノミネート | [ 14 ] |
| ナショナル・ボード・オブ・レビュー                 | 2019年1月8日   | トップ5ドキュメンタリー            | 『フリーソロ』                                                                       | 受賞       | [ 15 ] |
| シネマ・アイ・オナーズ                             | 2019年1月10日  | 観客賞                             | 『フリーソロ』                                                                       | 受賞       | [ 16 ] |
| シネマ・アイ・オナーズ                             | 2019年1月10日  | 撮影賞                             | ジミー・チン、クレア・ポプキン、マイキー・シェーファー                               | 受賞       | [ 16 ] |
| シネマ・アイ・オナーズ                             | 2019年1月10日  | 作曲賞                             | マルコ・ベルトラミ                                                                   | ノミネート | [ 16 ] |
| シネマ・アイ・オナーズ                             | 2019年1月10日  | プロダクション賞                   | 『フリーソロ』                                                                       | 受賞       | [ 16 ] |
| 全米製作者組合賞                                   | 2019年1月19日  | 劇場ドキュメンタリー映画賞         | エリザベス・チャイ・ヴァサルヘリィ、ジミー・チン、シャノン・ディル、エヴァン・ヘイズ | ノミネート | [ 17 ] |
| 全米監督協会賞                                     | 2019年2月2日   | ドキュメンタリー監督賞             | エリザベス・チャイ・ヴァサルヘリィ、ジミー・チン                                     | ノミネート | [ 18 ] |
| 英国アカデミー賞                                   | 2019年2月10日  | ドキュメンタリー賞                 | エリザベス・チャイ・ヴァサルヘリィ、ジミー・チン、シャノン・ディル、エヴァン・ヘイズ | 受賞       | [ 19 ] |
| サテライト賞                                       | 2019年2月17日  | ドキュメンタリー映画賞             | 『フリーソロ』                                                                       | ノミネート | [ 20 ] |
| アカデミー賞                                       | 2019年2月24日  | 長編ドキュメンタリー映画賞         | エリザベス・チャイ・ヴァサルヘリィ、ジミー・チン、エヴァン・ヘイズ、シャノン・ディル | 受賞       | [ 21 ] |